# Erina goodingi
Erina goodingi är en fjärilsart som beskrevs av Tindale 1965. Erina goodingi ingår i släktet Erina och familjen juvelvingar. Inga underarter finns listade i Catalogue of Life.